# Kormos Erik
Kormos Erik (Eger, 1972. április 1. –) a Hetednapi Adventista Egyház lelkésze, habilitált teológiai doktor, az Újszövetség szövegcentrikus magyarázatának kutatója, tanára, vallásfelekezetek közötti tudományos kapcsolatok elősegítője.

## Származása
Egerben született, a Heves vármegyei Balaton községben nőtt föl, ahol főként római katolikusok élnek, a hetednapi adventista vallási jelenlét nem jellemző. Szülei egyszerű embernek szánták, édesapja halála (1984) után kényszerűségből az ipar felé orientálódott. Édesanyja halála után (1992) talált rá a Hetednapi Adventista Egyház hajdúböszörményi gyülekezetére, ahol csatlakozott a közösséghez és elindult a lelkészi pálya felé. Hitéletében és későbbi teológiai munkásságában dr. Szigeti Jenő adventista lelkész, teológiai professzor befolyásolta leginkább és leghosszabb ideig.

## Szakmai profilja
Olyan magyarországi protestáns teológus, akinek szívügye a vallások közötti kapcsolat, a kölcsönös tiszteletadás, a megbékélés lelkülete. Publikációs tevékenysége - amely jelentős mennyiségű - és konferenciai szereplései erről adnak képet. Kapcsolatot ápol a zsidó–keresztény, a protestáns–római katolikus és a kis- és nagyegyházi tudományos közösségek között. Kutatási területe az Újszövetség (és az egész Biblia) megértésének nyelvi és kulturális kompetenciái: az ó- és az újszövetségi nyelvek és kultúrák kapcsolata, azok kölcsönhatása, amelyek kiválóan illeszkednek a saját felekezeti (hetednapi adventista) teológiáján túl a zsidó–keresztény vallásosság teljes spektrumába.

## Szolgálata, lelkészi munkássága
Magyarország területén a Hetednapi Adventista Egyházban 1998 óta Békés, Szabolcs-Szatmár-Bereg és Borsod-Abaúj-Zemplén vármegyékben teljesített lelkészi szolgálatot. 2022 óta Budapest térségében segíti a lelkészek szolgálatát oktatói munkája mellett, amelyet 2018 óta teljes állású tanszékvezetőként végez az Adventista Teológiai Főiskolán.

## Teológiatanári munkássága
Az Adventista Teológiai Főiskolát 1998-ban végezte el. Már ekkor olthatatlan vágyat érzett, hogy visszatérjen oktatóként az intézménybe. 2001-2002 között külföldi tapasztalatokat szerzett az angliai Newbold College-ban, ahol az angol nyelvtudását tökéletesítette és megismerte a nemzetközi adventizmus arculatát.
Teológiatanári munkássága 2010-ben kezdődött. 2009-ben végzett a Sárospataki Református Teológiai Akadémián, amelyet sikeres felekezetközi párbeszéddel zárt. Ez, mint magiszteri munka a református és a hetednapi adventista teológia Krisztusról szóló tanítását hasonlítja össze. E munkája később kibővítve megjelent „Miért lett az Isten emberré?” címmel az Advent Kiadó (Budapest, 2012) gondozásában. Ekkor kezdte el doktori tanulmányait is a Károli Gáspár Református Egyetem Hittudományi Karán. Kutatási területe az újszövetségi hapax legomenonok magyarázásának hermeneutikája, amelyet 2018-ban védett meg sikeresen (Dr. Phd fokozat). Ezek után nevezték ki az Adventista Teológiai Főiskola adjunktusának, majd 2020-tól főiskolai docensének és az Újszövetségi Tanszék vezetőjének. 2023-ban kapta meg Magyarország miniszterelnökétől főiskolai tanári kinevezését. 2024-ben pedig az Evangélikus Hittudományi Egyetemre nyújtotta be habilitációs pályázatát, amelyet az intézmény elfogadott és a szokásos habilitációs eljárás után a Dr. (PhD) habil. címet odaítélte számára.
Munkásságát három alapvető terület jellemzi. 1) A felsőoktatásban törekszik a Biblia magyarázatának alapvető hermeneutikai sajátosságaira rámutatni, amely a felekezetek közötti harmóniát teremti meg. Teológiájára jellemző, hogy nem a dogmatika általi felekezetközpontú magyarázatokat helyezi előtérbe, hanem olyan módszertant követ, amely a dogmatika számára adhat instrukciókat, de nem fordítva. Ebben Johann Philipp Gabler (1753–1826) tudományosságának az útját követi. 2) Publicisztikai munkásságában egy irányelvet követ: a lehető legtöbb fórumon rendszeresen adjon közre tudományos igényű teológiai írásokat. E tekintetben tankönyvei és monográfiái is jelentek meg. Tudományt népszerűsítő írásai a laikus keresztényeket célozzák meg, amelyek a tudományt igyekszenek közel vinni a gyakorló kereszténységhez. 3) Lelkészi szolgálatában vallja, hogy a gyülekezeti és a közéletben fontos a mintaközvetítés (transzformatív nevelés). Ezért a gyülekezeteknek tartalmilag gazdagon felépített bibliamagyarázatokból álló igehirdetéseket tart. Ezt vendéglelkészként a Református Egyházban is teszi.

## Monográfiái
- Miért lett az Isten emberré? Adventisták Krisztusról, Advent Kiadó, Budapest, 2012 (271 oldal).
- Az újszövetségi hapax legomenonok kézikönyve I. A kisegyházi hermeneutika és a hapax legomenonok, Globe Edit, Mauritius, 2018 (252 oldal).
- Az újszövetségi hapax legomenonok kézikönyve II. A hapax legomenonok szövegkritikai rendszere, Globe Edit, Mauritius, 2018 (274 oldal).
- Az újszövetségi hapax legomenonok kézikönyve III. MEMO-Exegesis: a súlyponti modellezés exegetikai módszere, Globe Edit, Mauritius, 2019 (273 oldal).
- Az újszövetségi teológia adventista perspektívái, Advent Kiadó – Adventista Teológiai Főiskola, Budapest, 2020 (289 oldal).
- Az újszövetségi írásmagyarázat kézikönyve. A hapax legomenonok táblázatával, Adventista Teológiai Főiskola, Pécel, 2024 (326 oldal).

## Néhány nagyobb terjedelmű tanulmánya
- Az autentikus irodalmi forma újrahasznosításai: A típus és az antitípus viszonya, ATF SZEMLE / ADVENTISTA SZEMLE 18 : 1 pp. 23–40. , 18 p. (2025)
- Kalandozások a Biblia nagy rejtélyei között : Kánontörténet és szövegkritika napjainkban, ATF SZEMLE / ADVENTISTA SZEMLE 17 : 1 pp. 11–30. , 20 p. (2024)
- Hermeneutics in the Language of Literature in Theology, In: Benyik, György (szerk.) Hermeneutik oder Versionen der biblischen Interpretation von Texten, Bd 2 : 33. Internationale Bibelkonferenz in Szeged von 23. bis 25. August 2022, Szeged, Magyarország : Szegedi Nemzetközi Biblikus Konferencia Alapítvány (2023) 493 p. pp. 689–706. , 18 p.
- Eucharisztia és az úrvacsorai szolgálat lehetősége egy ökumenikus konferencián, THEOLOGIAI SZEMLE 2022 : 2 pp. 108–115. , 8 p. (2022)
- The Place and Role of Paraphrases in Relevant Bible Translations, In: Benyik, György (szerk.): A fordítástól a parafrázisig - Von der Übersetzung bis zur Paraphrase, Szeged, Magyarország: Szegedi Nemzetközi Biblikus Konferencia Alapítvány (2024) 442 p. pp. 285–298. , 14 p.
- Adventista teológia és kultusz (1. rész), ATF SZEMLE / ADVENTISTA SZEMLE 2022/1 pp. 45–68. , 24 p. (2022)
- Az adventista teológia és a kultusz (2. rész): Az adventista teológia és az írásmagyarázat válsága (Vallástörténeti szaktanulmány), ATF SZEMLE / ADVENTISTA SZEMLE 15 : 2 pp. 9–28. , 20 p. (2023)
- Rhetorical emphaseses of the Galatians, In: Benyik, György (szerk.): Die Galater und der Brief an die Galater, Szeged, Magyarország : Szegedi Nemzetközi Biblikus Konferencia Alapítvány (2022) 402 p. pp. 163–180. , 18 p.
- Péter látomása és az apostoli zsinat: reflexió egy hetednapi adventista tanítás alapjaira, THEOLOGIAI SZEMLE 2022/3 : LXV pp. 150–158. Paper: 2022/3 , 9 p. (2022)
- The Eucharist and the Possibility of Communion Service at an Ecumenical Conference: The Reality and a Perspective, SÁROSPATAKI FÜZETEK : 2021/3 pp. 111–125. , 15 p. (2022)
- Pauline Theology and the Idea of the Epistle to Hebrews, KERESZTÉNY-ZSIDÓ TEOLÓGIAI ÉVKÖNYV 2022 pp. 186–199. , 14 p. (2022)
- Történelem-e a Biblia?: Amit a történetkritikai módszer margójára írnék, dr. Szigeti Jenőnek címezve In: Tokics, Imre (szerk.): Isten nagykövete : Szigeti Jenő emlékkötet, Pécel, Magyarország : Adventista Teológiai Főiskola (2021) 304 p. pp. 239–257. , 19 p.
- A rendszeres és a biblikus teológia határterületei, In: Tokics, Imre (szerk.): Az egyház építője és misszionáriusa : Írások Szilvási József tiszteletére 70. születésnapja alkalmából, Pécel, Magyarország : Adventista Teológiai Főiskola (2021) 304 p. pp. 103–122. , 20 p.
- The Text Critique and Sacrafice-appereance according to the Shorter Ending of Mark's Gospel, In: György, Benyik (szerk.): Sacrifice and Ritual from Abraham to Christ : 31th International Biblical Conference Szeged 24-26 August, 2020, Szeged, Magyarország : JATEPress (2021) 444 p. pp. 175–187. , 13 p.
- Using Hapax Legomena in Exegesis as a New Perspective in the Practical and Academic Work, THEORHEMA 16 : 1 pp. 33–66. , 34 p. (2021)
- A sensus plenior helye és szerepe a protestáns kisegyházi teológiában, In: Szőnyi, Etelka (szerk.): Bibliaértelmezés : korok, módszerek, kontextusok: Írások Benyik György 68. születésnapja alkalmából, Szeged, Magyarország : JATEPress (2020) 886 p. pp. 403–422. , 20 p.
- Cult vs. Religion: Philological Understanding of Babylon as Cultic Symbol in Book of Revelation, In: Benyik, György (szerk.): Virtue or Obligation : 30th International Biblical Conference Szeged, 26-28 August, 2019, Szeged, Magyarország : JATEPress (2020) 373 p. pp. 155–169. , 16 p.
- The Method of Pharisaic Exegesis in Paul's Roman Letter, In: Benyik, György (szerk.): Interpretation of the Letter to the Romans in orthodox theology, during the renaissance, during the reformation period and in today's biblical studie : 28th International Biblical Conference Szeged, Szeged, Magyarország : JATEPress (2018) 431 p. pp. 149–161. , 12 p.
- A hendiadionok bűvös világa: Egy létező exegetikai buktató., In: Tokics, Imre (szerk.): Isten hídembere - Hinni tanít : Dr. Szigeti Jenő szakmai munkásságának 50. évfordulója, Pécel, Magyarország : Adventista Teológiai Főiskola (2018) 267 p.
- A közösségvállalás retorikája Pál apostol teológiájában és az „antiókhiai incidens”, In: Benyik, György (szerk.) Vallási és kulturális konfliktusok a Bibliában és az ősegyházban : 27. Szegedi Nemzetközi Biblikus Konferencia, Szeged, Magyarország : JATEPress (2017) 364 p. pp. 177–195. , 18 p.

## Tagsága tudományos társaságokban
- Rendszeres publicistája és előadója a Keresztény–Zsidó Társaságnak[11]
- Rendszeres előadója a Szegedi Biblikus Alapítvány[12] éves konferenciáinak
- Rendes tagság: Magyarországi Református Egyház Doktorok Kollégiuma,[13] Újszövetségi Szekció
- Köztestületi tagság: Magyar Tudományos Akadémia Filozófiai és Történettudományok Osztálya[1]
- Rendes tagság: European Adventist Society of Theology and Religious Studies[14]
- Delegált tagság: Magyar Bibliatársulat Alapítvány Szöveggondozó Bizottsága